# Octobre 1853

## Événements
- 4 octobre : début de la guerre de Crimée.

- 12 octobre, France : décret impérial approuvant les modifications des statuts de la Compagnie du chemin fer de Paris à Sceaux qui prend la dénomination de Compagnie du chemin fer de Paris à Orsay.

- 15 octobre : le flibustier William Walker débarque en Basse-Californie où il proclame une éphémère République de Basse-Californie et de Sonora après la prise de la capitale, La Paz, le 3 novembre.

- 30 octobre :
  - Les rebelles chinois marchent sur Pékin et atteignent Tianjin, mais doivent se retirer au sud du Yangzi Jiang, incapable de créer une administration.
  - Le comte Achille Baraguey d’Hilliers est nommé ambassadeur et ministre plénipotentiaire auprès du gouvernement Ottoman.

## Naissances
- 10 octobre : Punteret (Joaquín Sans y Almenar), matador espagnol († 28 février 1888).
- 30 octobre : Louise Abbéma, peintre française († 10 juillet 1927).

## Décès
- 2 octobre : François Arago, astronome et physicien français.
- 3 octobre : George Onslow, compositeur français (° 1784).
- 13 octobre : Pierre Fontaine, architecte français (° 1762).